# 観現寺
観現寺（かんげんじ）は、広島県東広島市西条町御薗宇にある真言宗御室派の寺院。西条聖天（さいじょうしょうてん）とも称される。

## 歴史
以仁王の挙兵で源頼政が敗死した後、頼政の室・菖蒲前は息子の種若丸と共に、頼政の郎党・猪野隼太（勝谷右京）に導かれて安芸国賀茂郡に逃れた。
同寺は源頼政と、この地で早世した種若丸の菩提のために創建されたと伝わる。

## 文化財
県重要文化財
- 観現寺厨子

市史跡
- 宝篋印塔 - 『芸藩通志』によれば「勝屋右京墓」「建保四丙子年（1216年）七月八日」と刻されていた[2]。

## 交通
- JR西条駅よりJRバス「呉駅行」「広島国際大学行」「乃美尾行」に乗車、卯之留バス停で下車し、徒歩約6分。